# Maia (Amme)
Maia (auch Matia geschrieben) war die Amme des altägyptischen Königs Tutanchamun. Sie ist vor allem aus ihrem Felsengrab in Sakkara bekannt.

## Zur Person
Das Grab (I.20) der Maia liegt auf dem Gebiet des Bubasteion und wurde 1996 von Alain Zivie entdeckt. Zu der Person der Maia ist wenig bekannt. Ihre Eltern werden nicht im Grab erwähnt. Im Grab wird noch ein „Vorsteher der Magazine“, Rahotep, genannt, bei dem es sich aber wahrscheinlich um einen Bediensteten der Maia handelt. Drei weitere mit Namen genannte Personen sind der „Hohepriester des Thot“, …emkaef (Beginn des Namens ist nicht erhalten), der „Schreiber des Vorstehers der Wirtschaftsanlage“ Tetinefer und der „Schreiber des Opfertisches“, Ahmose. Auch bei ihnen handelt es sich wahrscheinlich um Untergebene. Maia trägt die Titel „Amme des Königs“ und „Erzieherin des Gottesleibes“. Beide Titel kommen in Varianten vor. Auf dem Fragment eines Kanopengefäßes wird sie als „Große des Harems“ bezeichnet. Im Grab gibt es die Darstellung der Maia mit Tutanchamun auf ihrem Schoß, womit sie als Amme dieses Herrschers gesichert ist. Eine weitere, sehr zerstörte Szene zeigt sie vor dem Herrscher.

## Das Grab

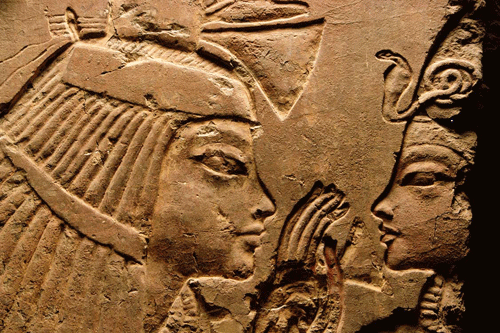
Maia und Tutanchamun

Bei dem Grab handelt es sich um eine der größten Anlagen unter den Grabanlagen des Bubasteions. Es ist in einem Felshang hineingeschlagen. Über eine kleine, halboffene Vorkammer gelangt man in einen ersten Raum der Kultanlage. Er war ursprünglich 4,1 m × 2,2 m groß. Die Darstellungen an den Wänden sind vor allem dem Leben der Maia gewidmet. Auf der Ostwand findet man hier ein Relief, das Tutanchamun auf dem Schoß der Maia zeigt. Sie sitzt auf einem Stuhl, unter dem ein Hund dargestellt ist. Hinter ihr stehen diverse namentlich nicht genannte Würdenträger oder Diener. Die Wand ist nur zu einem Teil erhalten. Die rechte Hälfte ist vollkommen zerstört. Von der Darstellung auf der gegenüberliegenden Wand gibt es nur noch vier Blöcke. Hier war anscheinend Tutanchamun sitzend, Maia vor ihm und Würdenträger hinter ihm dargestellt. Die Nordwand nimmt die Tür zum zweiten Raum ein. Die Wand zeigt Maia und Osiris. Auf der Türrahmung sieht man Maia vor Anubis als Schakal. Der zweite Raum (4,47 m × 2, 57 m) ist dem Totenkult geweiht. Auf der Ostwand sieht man in einer ersten Szene Maia vor einem Opfertisch und Opfergabenträger und Trägerinnen. In einer zweiten Szene sieht man die Mumie der Maia, wie an ihr das Mundöffnungsritual vollzogen wird. Auf der Wand gegenüber opfert Maia dem Osiris. Hinter dem Gott stehen die Göttinnen Isis und Nephthys. Die Nordwand wird wiederum von einer Tür eingenommen, deren Rahmung Maia vor Anubis und Osiris zeigt, sowie Maia vor Anubis als Schakal. Auf dem Türdurchgang findet sich das Bild eines gewissen Rahotep. Seine Verbindung zu Maia ist unsicher. Raum 3 ist der größte der Anlage (7,92 m × 8,2 m). Er wird von vier Pfeilern gestützt. Nur die Pfeiler und Teile der Nordwand sind dekoriert. Die Pfeiler zeigen jeweils die stehende Maia. An der Rück(Nord)wand findet man die Abbildungen der stehenden Maia, zwei Gottheiten und in der Mitte eine in den Fels geschlagene Stele, die im oberen Feld Maia vor Osiris zeigt. Im unteren Teil sieht man einen Priester vor Maia und wie sie „gereinigt“ wird.
Alle Darstellungen sind im ersten Raum im versenkten, im zweiten Raum im erhabenen und im dritten wiederum im versenkten Relief gearbeitet. Die Reliefs waren einst bemalt, doch sind die Farben nur auf den Blöcken besser erhalten, die sich von der Wand gelöst im Schutt des Grabes fanden.
Von Raum 3 führt eine Treppe in die drei Grabkammern, die stark beraubt aufgefunden wurden. Sie sind teilweise mit einem einfachen Farbanstrich dekoriert. Die Anlage ist in griechisch-römischer Zeit stark umgebaut und dabei sind Teile der Dekoration zerstört worden.
Im Dezember 2015 wurde das Grab in Anwesenheit von dem Entdecker Alain Zivie und Beamten der Altertümerverwaltung für die Presse geöffnet. Das restaurierte Grab soll einige Zeit später für Besucher zugänglich sein. Zivie erklärte hierbei außerdem, dass Maia seiner Ansicht nach mit Meritaton, Tutanchamuns Halbschwester, identisch ist.